# Puente Blanco
El Puente Blanco es un puente originalmente ferroviario y posteriormente vial que cruza el cañón de la quebrada La Mala en el barrio Terranova, a las afueras del pueblo de Quebradillas, Puerto Rico. Fue diseñado por el ingeniero Etienne Totti, de la American Railroad Company of Puerto Rico, para sustituir el puente de acero que salvaba ese tramo desde 1907 por encontrarse este en malas condiciones. Era parte de la línea principal del Ferrocarril de Circunvalación de Puerto Rico, encontrándose inmediatamente anterior al túnel de Guajataca en sentido descendente. Se utilizó para su construcción un sistema de plataformas que permitió desarmar el puente anterior y construir el nuevo sin interrumpir el paso de los trenes. El nuevo puente, construido a un costo de $18,000 sostenía el paso de dos locomotoras de 84 toneladas cada una. Su uso ferroviario llegó a su fin en 1957, con el cierre del ferrocarril de circunvalación. Fue convertido a uso vial y remodelado en la década de los 1980's. En el año 2008 fue clausurado para su uso por vehículos de motor debido a las malas condiciones en las que se encuentra.